# Karl-Heinz Jaritz
Karl-Heinz Jaritz (* 13. Februar 1938) ist ein deutscher Stenograf aus Mihla in Thüringen. Neben seiner Tätigkeit als Fachlehrer engagiert er sich in stenografischen Organisationen. Als ausgewiesener Kurzschrifthistoriker hat er das Leben und Wirken des Carl Friedrich August Mosengeil (Erfinder der deutschen Kurzschrift) erforscht.
In zahlreichen Vorträgen und Aufsätzen lässt er die Kurzschriftgeschichte lebendig werden. Als Referent ist er insbesondere tätig in der Arbeitsgemeinschaft deutscher Stenographie-Systeme e. V. (ADS), im Verband der Parlaments- und Verhandlungsstenografen e. V. und in der Forschungs- und Ausbildungsstätte für Kurzschrift und Textverarbeitung in Bayreuth e. V.
Im Forsthaus Zillbach bei Wasungen, hier entwickelte Mosengeil die deutsche Kurzschrift, richtete Jaritz eine Dauerausstellung „Mosengeils Wirken und die Entwicklung der deutschen Kurzschrift in Zillbach“ ein.

## Ehrenämter
- Vorsitzender des Eisenacher Stenografenvereins.
- In der Gründungsversammlung des Thüringer Stenografenverbandes im September 1990 wurde er zum stellvertretenden Verbandsvorsitzenden gewählt.